# Nuoto ai Giochi della XIX Olimpiade - Staffetta 4x100 metri stile libero femminile
La competizione della staffetta 4x100 metri stile libero femminile di nuoto ai Giochi della XIX Olimpiade si è svolta il 26 ottobre 1968 alla Piscina Olímpica Francisco Márquez di Città del Messico.

## Programma
| Data            | Round      | Note                           |
| --------------- | ---------- | ------------------------------ |
| 26 ottobre 1968 | 3 Batterie | I migliori 8 tempi alla finale |
| 26 ottobre      | Finale     |                                |

## Risultati

### Batterie
| Pos. | Nazione          | Atleti                                                                           | Totale | Pos F |
| ---- | ---------------- | -------------------------------------------------------------------------------- | ------ | ----- |
| 1    | Australia        | Jenny Steinbeck Lynne Watson Lynette Bell Julie McDonald                         | 4'12"0 | 3 Q   |
| 2    | Francia          | Marie-José Kersaudy Simone Hanner Danièle Dorléans Claude Mandonnaud             | 4'15"4 | 7 Q   |
| 3    | Unione Sovietica | Zoya Dus Tamara Sosnova Natal'ja Ustinova Lidiya Hrebets                         | 4'17"1 | 10    |
| 4    | Svezia           | Elisabeth Berglund Elisabeth Ljunggren-Morris Lotten Andersson Ingrid Gustavsson | 4'18"2 | 11    |
| 5    | Germania Ovest   | Heidi Reineck Aloisia Bauer Ingeborg Renner Helmi Boxberger                      | 4'19"4 | 12    |
| 6    | Messico          | María Teresa Ramírez Laura Vaca Marcia Arriaga Norma Amezcua                     | 4'21"9 | 13    |

| Pos. | Nazione     | Atleti                                                          | Totale | Pos F |
| ---- | ----------- | --------------------------------------------------------------- | ------ | ----- |
| 1    | Stati Uniti | Jane Barkman Linda Gustavson Susan Pedersen Jan Henne           | 4'11"1 | 2 Q   |
| 2    | Ungheria    | Edit Kovács Magdolna Patóh Andrea Gyarmati Judit Turóczy        | 4'13"6 | 4 Q   |
| 3    | Giappone    | Shigeko Kawanishi Yoshimi Nishigawa Miwako Kobayashi Yumiko Ono | 4'14"5 | 6 Q   |
| 4    | Paesi Bassi | Hella Rentema Bep Weeteling Mirjam van Hemert Nel Bos           | 4'16"7 | 9     |
| 5    | El Salvador | María Moreño Rosa Hasbún Donatella Ferracuti Carmen Ferracuti   | 4'39"8 | 15    |

| Pos. | Nazione       | Atleti                                                           | Totale | Pos F |
| ---- | ------------- | ---------------------------------------------------------------- | ------ | ----- |
| 1    | Germania Est  | Gabriele Wetzko Roswitha Krause Uta Schmuck Gabriele Perthes     | 4'10"3 | 1 Q   |
| 2    | Canada        | Angela Coughlan Marilyn Corson Elaine Tanner Marion Beverly Lay  | 4'14"1 | 5 Q   |
| 3    | Gran Bretagna | Shelagh Ratcliffe Fiona Kellock Susan Williams Alexandra Jackson | 4'16"3 | 8 Q   |
| 4    | Uruguay       | Emilia Figueroa Ruth Apt Felicia Ospitaletche Lylian Castillo    | 4'33"4 | 14    |

### Finale
| Pos.    | Nazione       | Atleti                                                               | Totale | Note            |
| ------- | ------------- | -------------------------------------------------------------------- | ------ | --------------- |
| Oro     | Stati Uniti   | Jane Barkman Linda Gustavson Susan Pedersen Jan Henne                | 4'02"5 | Record olimpico |
| Argento | Germania Est  | Gabriele Wetzko Roswitha Krause Uta Schmuck Gabriele Perthes         | 4'05"7 |                 |
| Bronzo  | Canada        | Angela Coughlan Marilyn Corson Elaine Tanner Marion Beverly Lay      | 4'07"2 |                 |
| 4       | Australia     | Jenny Steinbeck Sue Eddy Lynne Watson Lynette Bell                   | 4'08"7 |                 |
| 5       | Ungheria      | Edit Kovács Magdolna Patóh Andrea Gyarmati Judit Turóczy             | 4'11"0 |                 |
| 6       | Giappone      | Shigeko Kawanishi Yoshimi Nishigawa Yasuko Fujii Miwako Kobayashi    | 4'13"6 |                 |
| 7       | Gran Bretagna | Shelagh Ratcliffe Fiona Kellock Susan Williams Alexandra Jackson     | 4'18"0 |                 |
| -       | Francia       | Marie-José Kersaudy Simone Hanner Danièle Dorléans Claude Mandonnaud |        | Squal           |